# Юнацька збірна Боснії і Герцеговини з футболу (U-19)
Юнацька збірна Боснії і Герцеговини з футболу (U-19) — національна футбольна збірна Боснії і Герцеговини, що складається із гравців віком до 19 років. Керівництво командою здійснює Футбольна асоціація Боснії і Герцеговини. До зміни формату юнацьких чемпіонатів Європи у 2001 році функціонувала як збірна до 18 років.
Головним турніром для команди є Юнацький чемпіонат Європи з футболу (U-19), успішний виступ на якому дозволяє отримати путівку на Молодіжний чемпіонат світу, у якому команда бере участь вже у форматі збірної U-20. Також може брати участь у товариських і регіональних змаганнях.

## Виступи на міжнародних турнірах

### Середземноморські ігри
| Статистика на Середземноморських іграх | Статистика на Середземноморських іграх | Статистика на Середземноморських іграх | Статистика на Середземноморських іграх | Статистика на Середземноморських іграх | Статистика на Середземноморських іграх | Статистика на Середземноморських іграх | Статистика на Середземноморських іграх | Статистика на Середземноморських іграх | Статистика на Середземноморських іграх |
| Рік                                    | Раунд                                  | Місце                                  | І                                      | В                                      | Н                                      | П                                      | Г+                                     | Г-                                     | РГ                                     |
| -------------------------------------- | -------------------------------------- | -------------------------------------- | -------------------------------------- | -------------------------------------- | -------------------------------------- | -------------------------------------- | -------------------------------------- | -------------------------------------- | -------------------------------------- |
| 2013                                   | груповий етап                          | 5-е                                    | 5                                      | 2                                      | 1                                      | 2                                      | 11                                     | 12                                     | −1                                     |
| 2018                                   | груповий етап                          | 8-е                                    | 3                                      | 0                                      | 0                                      | 3                                      | 8                                      | -5                                     | −3                                     |

### Юнацький чемпіонат Європи з футболу (U-19)
| Юнацький чемпіонат Європи (U-19) | Юнацький чемпіонат Європи (U-19) | Юнацький чемпіонат Європи (U-19) | Юнацький чемпіонат Європи (U-19) | Юнацький чемпіонат Європи (U-19) | Юнацький чемпіонат Європи (U-19) | Юнацький чемпіонат Європи (U-19) | Юнацький чемпіонат Європи (U-19) | Юнацький чемпіонат Європи (U-19) |    | Статистика відбіркових турнірів | Статистика відбіркових турнірів | Статистика відбіркових турнірів | Статистика відбіркових турнірів | Статистика відбіркових турнірів | Статистика відбіркових турнірів | Статистика відбіркових турнірів |
| Рік                              | Раунд                            | І                                | В                                | Н                                | П                                | Г+                               | Г-                               | РГ                               | І  | В                               | Н                               | П                               | Г+                              | Г-                              | РГ                              |                                 |
| 2002                             | не кваліфікувалася               | не кваліфікувалася               | не кваліфікувалася               | не кваліфікувалася               | не кваліфікувалася               | не кваліфікувалася               | не кваліфікувалася               | не кваліфікувалася               | 3  | 1                               | 1                               | 1                               | 2                               | 2                               | 0                               |                                 |
| 2003                             | не кваліфікувалася               | не кваліфікувалася               | не кваліфікувалася               | не кваліфікувалася               | не кваліфікувалася               | не кваліфікувалася               | не кваліфікувалася               | не кваліфікувалася               | 3  | 0                               | 1                               | 2                               | 5                               | 11                              | −6                              |                                 |
| 2004                             | не кваліфікувалася               | не кваліфікувалася               | не кваліфікувалася               | не кваліфікувалася               | не кваліфікувалася               | не кваліфікувалася               | не кваліфікувалася               | не кваліфікувалася               | 3  | 0                               | 0                               | 3                               | 4                               | 9                               | −5                              |                                 |
| 2005                             | не кваліфікувалася               | не кваліфікувалася               | не кваліфікувалася               | не кваліфікувалася               | не кваліфікувалася               | не кваліфікувалася               | не кваліфікувалася               | не кваліфікувалася               | 3  | 0                               | 0                               | 3                               | 1                               | 7                               | −6                              |                                 |
| 2006                             | не кваліфікувалася               | не кваліфікувалася               | не кваліфікувалася               | не кваліфікувалася               | не кваліфікувалася               | не кваліфікувалася               | не кваліфікувалася               | не кваліфікувалася               | 3  | 0                               | 0                               | 3                               | 0                               | 9                               | −9                              |                                 |
| 2007                             | не кваліфікувалася               | не кваліфікувалася               | не кваліфікувалася               | не кваліфікувалася               | не кваліфікувалася               | не кваліфікувалася               | не кваліфікувалася               | не кваліфікувалася               | 3  | 0                               | 0                               | 3                               | 1                               | 14                              | −13                             |                                 |
| 2008                             | не кваліфікувалася               | не кваліфікувалася               | не кваліфікувалася               | не кваліфікувалася               | не кваліфікувалася               | не кваліфікувалася               | не кваліфікувалася               | не кваліфікувалася               | 3  | 0                               | 1                               | 2                               | 3                               | 11                              | −8                              |                                 |
| 2009                             | не кваліфікувалася               | не кваліфікувалася               | не кваліфікувалася               | не кваліфікувалася               | не кваліфікувалася               | не кваліфікувалася               | не кваліфікувалася               | не кваліфікувалася               | 6  | 1                               | 2                               | 3                               | 4                               | 9                               | −5                              |                                 |
| 2010                             | не кваліфікувалася               | не кваліфікувалася               | не кваліфікувалася               | не кваліфікувалася               | не кваліфікувалася               | не кваліфікувалася               | не кваліфікувалася               | не кваліфікувалася               | 6  | 2                               | 0                               | 4                               | 4                               | 14                              | −10                             |                                 |
| 2011                             | не кваліфікувалася               | не кваліфікувалася               | не кваліфікувалася               | не кваліфікувалася               | не кваліфікувалася               | не кваліфікувалася               | не кваліфікувалася               | не кваліфікувалася               | 3  | 0                               | 2                               | 1                               | 2                               | 3                               | −1                              |                                 |
| 2012                             | не кваліфікувалася               | не кваліфікувалася               | не кваліфікувалася               | не кваліфікувалася               | не кваліфікувалася               | не кваліфікувалася               | не кваліфікувалася               | не кваліфікувалася               | 6  | 3                               | 0                               | 3                               | 8                               | 9                               | −1                              |                                 |
| 2013                             | не кваліфікувалася               | не кваліфікувалася               | не кваліфікувалася               | не кваліфікувалася               | не кваліфікувалася               | не кваліфікувалася               | не кваліфікувалася               | не кваліфікувалася               | 6  | 2                               | 0                               | 4                               | 11                              | 15                              | −4                              |                                 |
| 2014                             | не кваліфікувалася               | не кваліфікувалася               | не кваліфікувалася               | не кваліфікувалася               | не кваліфікувалася               | не кваліфікувалася               | не кваліфікувалася               | не кваліфікувалася               | 3  | 0                               | 2                               | 1                               | 2                               | 5                               | −2                              |                                 |
| 2015                             | не кваліфікувалася               | не кваліфікувалася               | не кваліфікувалася               | не кваліфікувалася               | не кваліфікувалася               | не кваліфікувалася               | не кваліфікувалася               | не кваліфікувалася               | 6  | 2                               | 3                               | 1                               | 9                               | 3                               | +6                              |                                 |
| 2016                             | не кваліфікувалася               | не кваліфікувалася               | не кваліфікувалася               | не кваліфікувалася               | не кваліфікувалася               | не кваліфікувалася               | не кваліфікувалася               | не кваліфікувалася               | 3  | 1                               | 0                               | 2                               | 3                               | 5                               | −2                              |                                 |
| 2017                             | не кваліфікувалася               | не кваліфікувалася               | не кваліфікувалася               | не кваліфікувалася               | не кваліфікувалася               | не кваліфікувалася               | не кваліфікувалася               | не кваліфікувалася               | 6  | 3                               | 1                               | 2                               | 10                              | 8                               | +2                              |                                 |
| 2018                             | не кваліфікувалася               | не кваліфікувалася               | не кваліфікувалася               | не кваліфікувалася               | не кваліфікувалася               | не кваліфікувалася               | не кваліфікувалася               | не кваліфікувалася               | 6  | 2                               | 0                               | 4                               | 7                               | 11                              | −4                              |                                 |
| 2019                             | не кваліфікувалася               | не кваліфікувалася               | не кваліфікувалася               | не кваліфікувалася               | не кваліфікувалася               | не кваліфікувалася               | не кваліфікувалася               | не кваліфікувалася               | 3  | 1                               | 0                               | 2                               | 3                               | 10                              | −7                              |                                 |
| 2020                             | не кваліфікувалася               | не кваліфікувалася               | не кваліфікувалася               | не кваліфікувалася               | не кваліфікувалася               | не кваліфікувалася               | не кваліфікувалася               | не кваліфікувалася               | 3  | 1                               | 1                               | 1                               | 2                               | 4                               | −2                              |                                 |
| 2021                             | скасовано                        | скасовано                        | скасовано                        | скасовано                        | скасовано                        | скасовано                        | скасовано                        | скасовано                        | 0  | 0                               | 0                               | 0                               | 0                               | 0                               | 0                               |                                 |
| 2022                             | не кваліфікувалася               | не кваліфікувалася               | не кваліфікувалася               | не кваліфікувалася               | не кваліфікувалася               | не кваліфікувалася               | не кваліфікувалася               | не кваліфікувалася               | 6  | 4                               | 1                               | 1                               | 12                              | 5                               | +7                              |                                 |
| 2023                             | не кваліфікувалася               | не кваліфікувалася               | не кваліфікувалася               | не кваліфікувалася               | не кваліфікувалася               | не кваліфікувалася               | не кваліфікувалася               | не кваліфікувалася               | 3  | 0                               | 0                               | 3                               | 4                               | 8                               | −4                              |                                 |
| 2024                             | не кваліфікувалася               | не кваліфікувалася               | не кваліфікувалася               | не кваліфікувалася               | не кваліфікувалася               | не кваліфікувалася               | не кваліфікувалася               | не кваліфікувалася               | 6  | 2                               | 2                               | 2                               | 6                               | 9                               | −3                              |                                 |
| 2025                             | не кваліфікувалася               | не кваліфікувалася               | не кваліфікувалася               | не кваліфікувалася               | не кваліфікувалася               | не кваліфікувалася               | не кваліфікувалася               | не кваліфікувалася               | 3  | 0                               | 0                               | 3                               | 4                               | 11                              | −7                              |                                 |
| Усього                           | 0/22                             | 0                                | 0                                | 0                                | 0                                | 0                                | 0                                | 0                                | 95 | 25                              | 17                              | 55                              | 103                             | 194                             | −91                             |                                 |